# Барит
Барит (BaSO4) је минерал који се састоји од баријум-сулфатa. Генерално, барит је беле боје или безбојан и основни извор баријума. Ипак у зависности од примеса може бити и других боја.